# Conrad Schmidt

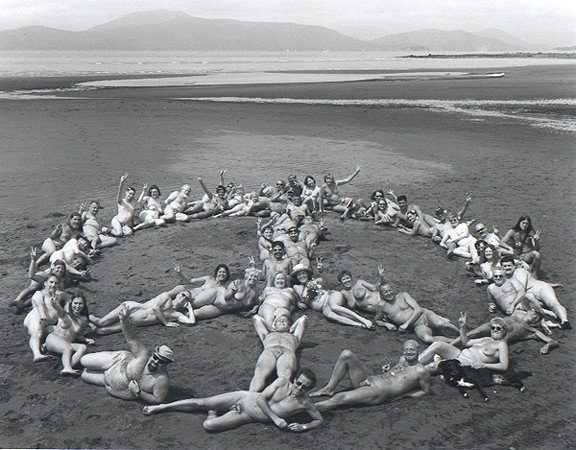
Fredssymbol i Vancouver, återupprepad två decennier senare av Conrad Schmidt i en fredsprotest mot USA.

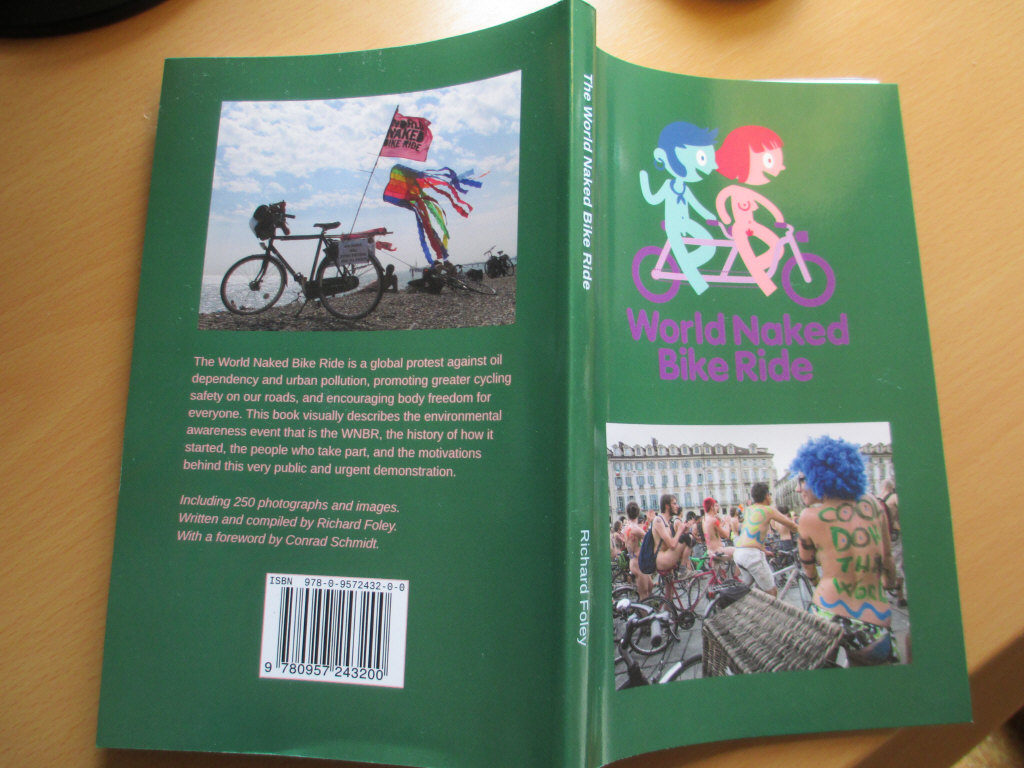
Bok om World naked bike ride, med förord av grundaren Conrad Schmidt.

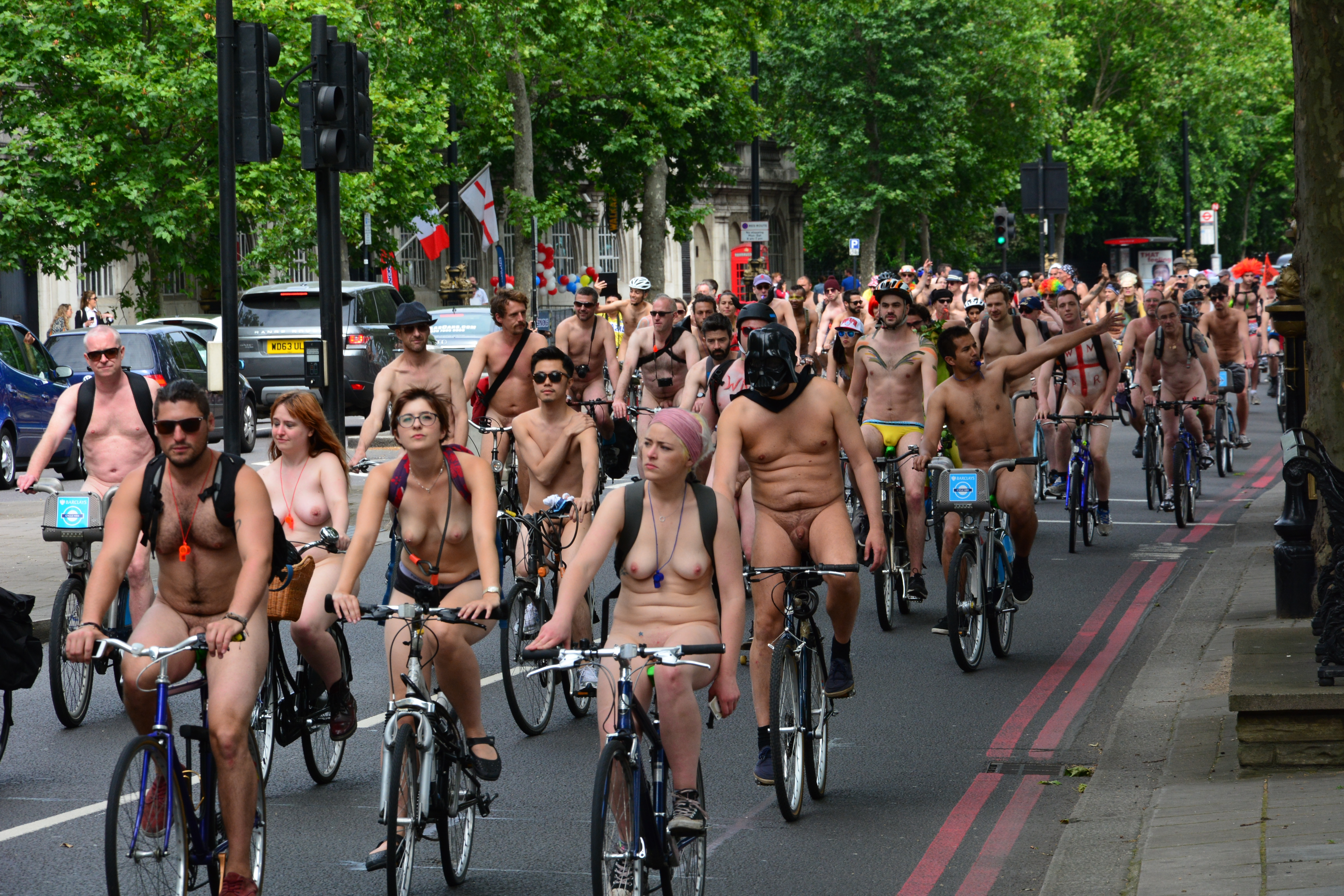
World Naked Bike Ride, London, 2014.

Conrad Schmidt, född 1969 i Sydafrika, är en aktivist, filmskapare och författare i Vancouver, Kanada. Han är mest känd för att ha grundat Work Less Party of British Columbia och för att 2004 ha skapat det internationellt kända miljöevenemanget World Naked Bike Ride, som en protest mot global uppvärmning. Evenemanget har därefter anordnats vid mer än 500 tillfällen i storstäder i mer än 30 länder och miljontals deltagare.

## Biografi
Schmidt växte upp i Sydafrika och arbetade i åtta år som dataingenjör för ett stort företag som specialist på “human machine interface”. Han slutade detta arbete för att bli författare och filmskapare. År 1998 flyttade han till Vancouver i Kanada. 
År 2003 organiserade han en protest under namnet “Bikes not Bombs”, med 50 demonstranter från Artists Against War som formade en fredssymbol med sina nakna kroppar som protest mot USA:s planerade aktion i Irak. Samma år deltog han skapandet av “Work Less Party of British Columbia”, ett parti som förordar en 32-timmars arbetsvecka och minskad konsumism.
År 2004 skapade han det internationella miljöevenemanget World Naked Bike Ride (WNBR).
Han är författare till böckerna Workers of the World Relax: The Simple Economics of Less Industrial Work, 2006 och Alternatives to Growth: Efficiency Shifting, 2010. Han har producerat och regisserat filmen Five Ring Circus, 2007.